# Ромео Вучич
Ромео Вучич (нім. Romeo Vucic, нар. 30 січня 2003, Відень, Австрія) — австрійський футболіст, нападник віденської «Аустрії».
На правах оренди грає в клубі «Грацер».

## Ігрова кар'єра

### Клубна
Ромео Вучич є вихованцем футбольних академій столичних клубів «Рапід» та «Аустрія». У 2021 році Вучич був переведений у резервну команду «Аустрії», а згодом і до основного складу. У липні 2021 року футболіст підписав з клубом перший професійний контракт. 21 листопада 2021 року у поєдинку проти «Аустрії» (Клагенфурт) Вучич дебютував у австрійській Бундеслізі.
Сезон 2023/24 футболіст почав у складі новачка Бундесліги — в клубі «Грацер». І 2 серпня 2024 року в першому ж матчі в новому клубі проти «Зальцбурга» Вучич відзначився забитим голом і результативною передачею.

### Збірна
22 вересня 2022 року Ромео Вучич дебютував у складі молодіжної збірної Австрії.